# Ихлавски планини
Ихлавските планини (на чешки: Jihlavské vrchi) са ниска планинска верига в Южна Чехия, югозападна, най-висока част на Чешко-Моравското възвишение, явяващо се югоизточна съставна част на обширния Чешки масив. Максимална височина връх Яворжице 837 m, издигащ се в централната ѝ част. Изградена е предимно от гранити и гнайси. Разработват се находища на цветни и благородни метали. Обширни пространства са заети от натрошени гранитни скали. Има развита гъста речна мрежа, която на северозапад, запад и югозапад принадлежи към водосборния басейн на река Вълтава (ляв приток на Лаба) – Желивка, Бланице, Нежарка и др., а на изток и югоизток – към водосборния басейн на река Дия (от басейна на Дунав) – Ихлава, Желтавка, Моравска Дия и др. Долните части на склоновете са заети от ливади, а високите – от смърчови гори и пасища.